# 橈神經
橈神經（radial nerve）是人體上肢背側的重要神經。負責支配肱三頭肌的外側頭和內側頭，以及前臂後側的皮膚、關節，以及所有的12塊肌肉。
橈神經源自於臂神經叢，包含的神經纖維來自及神經根C5、C6、C7、C8，和T1。
橈神經支配手臂背側肌肉（肱三頭肌和肘肌）以及手腕伸肌的運動。感覺方面則支配手臂背側的皮膚感覺。
尺神經則負責小指背側及無名指背側一半的感覺。
橈神經最後會分為淺層和深層，淺層的會成為手臂後側的皮神經，深層最後則會變成後骨間神經。

## 結構
橈神經為臂神經叢後索的分支終端，最初經過上臂後隔間，之後陸續經過上臂前隔間以及前臂後隔間。

### 上臂
橈神經從臂神經叢後索分出以後，便沿上臂後方進入肱三頭肌裂孔（又稱三角空間）。之後便會與臂深動脈伴行，從向外側下行。
橈神經的第一個分支會支配肱三頭肌的內側頭，並沿肱骨上的橈神經溝向下行。以往學界一直以為橈神經也會支配肱三頭肌的長頭，但一項2004年的研究經過20具遺體解剖及15次手術解剖發現，長頭應是由腋神經分支所支配

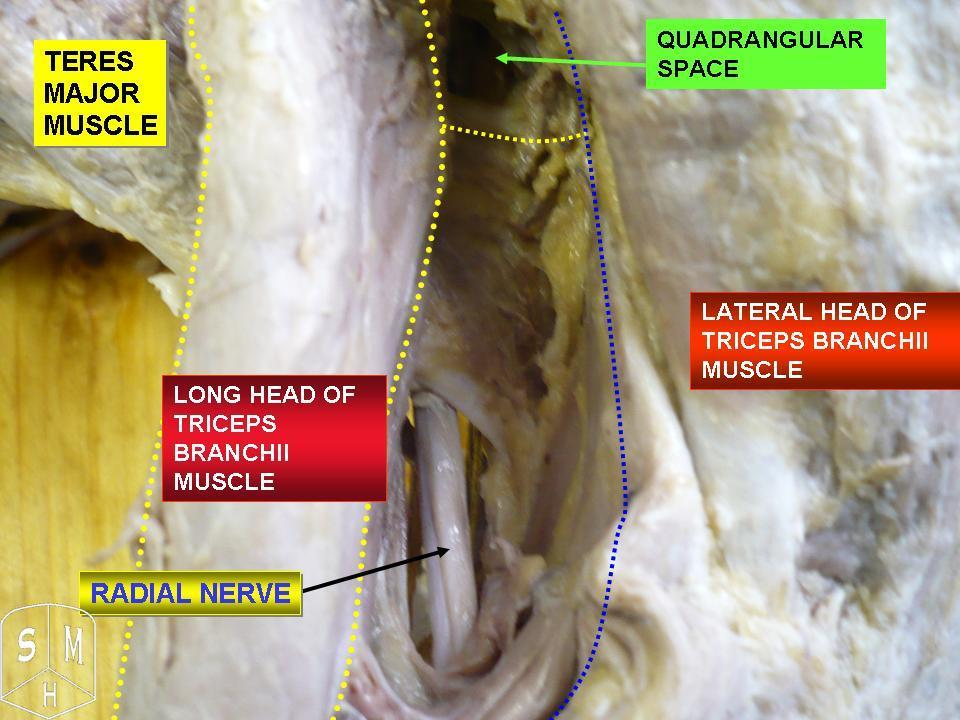
橈神經

橈神經會沿肱骨上的橈神經溝向外下行，支配肱三頭肌的內側頭和外側頭。之後會穿入肱外側肌間隔並進入上臂前隔間。
經過肌間隔後橈神經會在肱肌和肱橈肌間下行至橈骨遠端，並經肱外上髁前側至前臂。

### 前臂
橈神經在前臂會在旋後肌前分岔為深淺兩支，淺支主要為感覺神經，而深支通常為運動神經。
- 橈神經淺支（英语：superficial branch of the radial nerve）會沿肱橈肌（英语：brachioradialis）深層下行，進入手腕並支配手掌背側。包含除指床之外的大拇指、食指、中指背側，而指床則是由正中神經分支出來的固有掌指神经（英语：Proper palmar digital nerves of median nerve）支配。
- 橈神經深支（英语：deep branch of the radial nerve）則會經由旋後肌深層下行，並沿著橈骨繞至前臂後側。經過旋後肌的橈神經深支改稱為前臂後骨間神經（英语：posterior interosseous nerve of forearm）。後骨間神經會支配旋後肌及前臂的伸肌，到了伸拇短肌深層會沿肱骨間膜後側下行，並與後骨間動脈（英语：posterior interosseous artery）並行。

橈神經終端會匯入伸肌支持带下方，形成假神經節。

## 功能
下列為橈神經的分支（包含淺支及深支），深支又稱為後骨間神經。

### 皮神經

右上肢的皮神经支配，桡神经支配的部位显示为粉色。

橈動脈皮神經支配有下列分支：
- 上臂後皮神經（英语：Posterior cutaneous nerve of arm）（起源自腋下）
- 下外臂皮神經（英语：Inferior lateral cutaneous nerve of arm）（起源自上臂）
- 前臂後皮神經（英语：Posterior cutaneous nerve of forearm）（起源自上臂）

橈神經淺支則支配前臂後側大部分的感覺，包含大拇指、食指，及中指的背側，以及虎口部分。

### 運動
橈神經及其深支的支配上臂後隔間及前臂後隔間肌肉的運動，通常為伸肌。

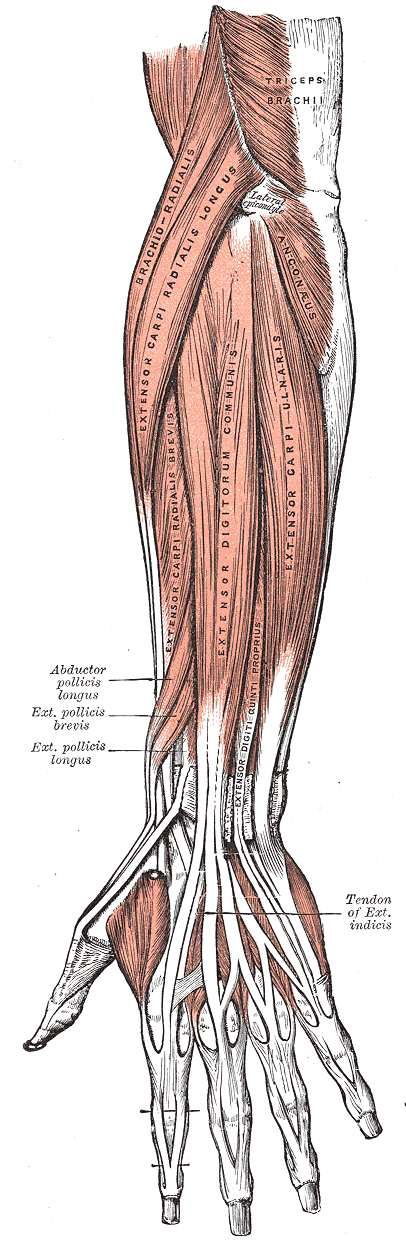
前臂後部肌肉。All the labelled muscles (that is, all the visible muscles except the ones on the dorsal hand and one at top left) are innervated by the radial nerve, and represent all muscles innervated by the radial nerve except for the supinator.

#### 橈神經肌支（英语：Muscular branches of the radial nerve）
- 肱三頭肌（外側及內側頭）
- 肘肌（英语：Anconeus）
- 肱橈肌（英语：Brachioradialis）
- 橈側伸腕長肌（英语：Extensor carpi radialis longus）

#### 橈神經深支（英语：Deep branch of the radial nerve）
- 橈側伸腕短肌（英语：Extensor carpi radialis brevis）
- 旋後肌（英语：Supinator）

#### 後骨間神經（英语：Posterior interosseous nerve）
橈神經深支在經過旋後肌後會改稱後骨間神經。
- 伸指肌（英语：Extensor digitorum）
- 伸小指肌（英语：Extensor digiti minimi）
- 尺側伸腕肌（英语：Extensor carpi ulnaris）
- 外展拇長肌（英语：Abductor pollicis longus）
- 伸拇短肌（英语：Extensor pollicis brevis）
- 伸拇長肌（英语：Extensor pollicis longus）
- 伸食指肌（英语：Extensor indicis）

## 臨床意義

### 損傷
橈神經損傷會隨程度及損傷位置不同而產生不同的症狀：

#### 腋部神經損傷
- 常見損傷機制：周末夜麻痺（英语：Radial neuropathy）（Saturday night palsy）、拐杖癱瘓（英语：Crutch paralysis）
- 運動影響：
  - 前臂、手掌及手指伸展功能喪失，旋後功能弱化。
  - 腕垂症：手掌及手指伸展功能喪失
- 感覺能力受損：失去側臂、前臂後側、桡側半面手背及橈側3+1⁄2根手指（含甲床）的感覺喪失。

#### 上臂中段神經損傷
- 常見損傷機制：肱骨中段骨折（英语：Humerus fracture）
- 運動影響：
  - 手掌及手指伸展功能喪失，旋後功能弱化。
  - 腕垂症：手掌及手指伸展功能喪失
- 感覺能力受損：失去前臂後側、桡側半面手背及橈側3+1⁄2根手指（含甲床）的感覺喪失。

#### 肘後神經損傷
- 常見損傷機制：橈骨頸骨折、手肘脫臼或骨折、投擲過度用力、類風濕結節、網球肘，導致後骨間神經症候群（英语：posterior interosseous nerve）
- 運動影響：
  - 手掌及手指伸展功能喪失。
  - 手指下垂，輕度腕垂，因橈側伸腕長肌及肱橈肌仍可正常運動。
- 感覺能力受損：無，因感覺神經在經過旋後肌已改由淺支支配。

#### 前臂遠端神經損傷
- 常見損傷機制：華滕伯格氏症候群（英语：Wartenberg's Syndrome）（注意與華滕伯格氏症（英语：Wartenberg's sign）及瓦登伯革氏症候群不同），病因為橈神經卡入肱橈肌的終點
- 運動影響：無
- 感覺能力受損：桡側半面手背及橈側3+1⁄2根手指（含甲床）的感覺喪失。
- 華滕伯格氏症候群（英语：Wartenberg's Syndrome）的患者會感受到明顯的橈側手腕疼痛，症狀與媽媽手相似，兩者在芬克爾斯坦測試皆可能為陽性[2]。

## 其他圖片

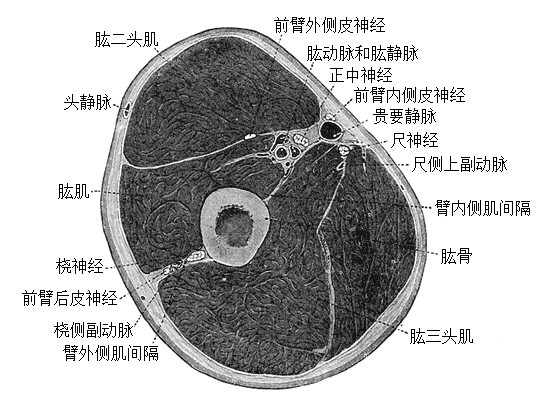
Cross-section through the middle of upper arm.
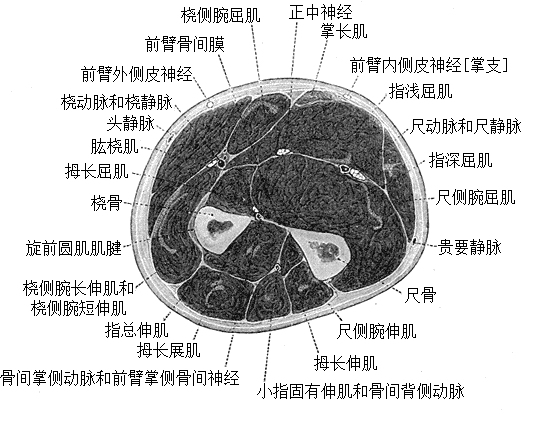
Cross-section through the middle of the forearm.
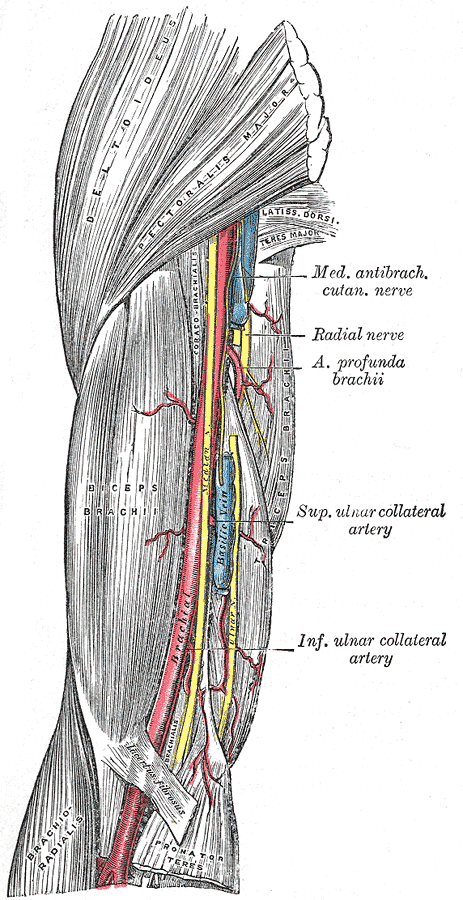
The brachial artery.
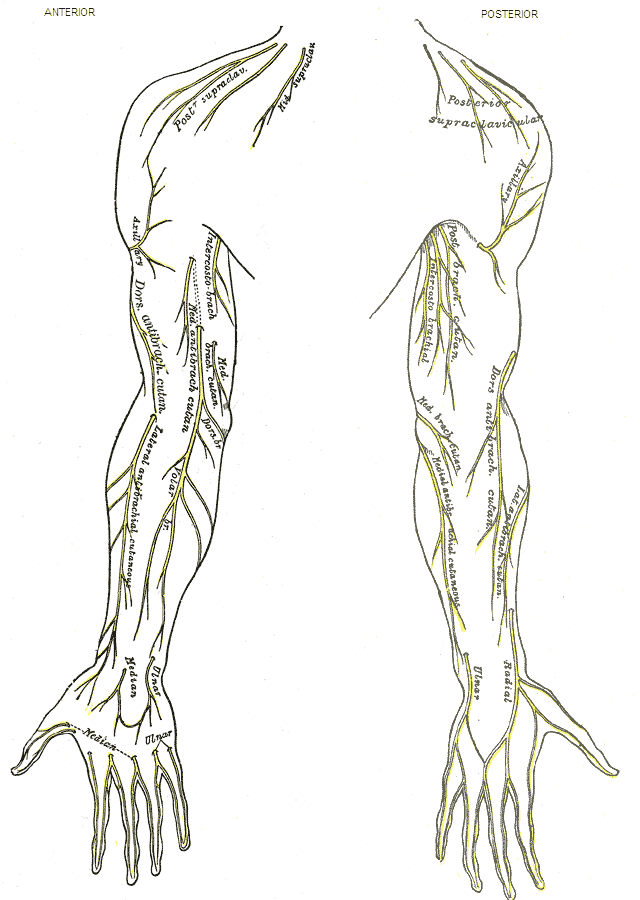
Cutaneous nerves of right upper extremity.
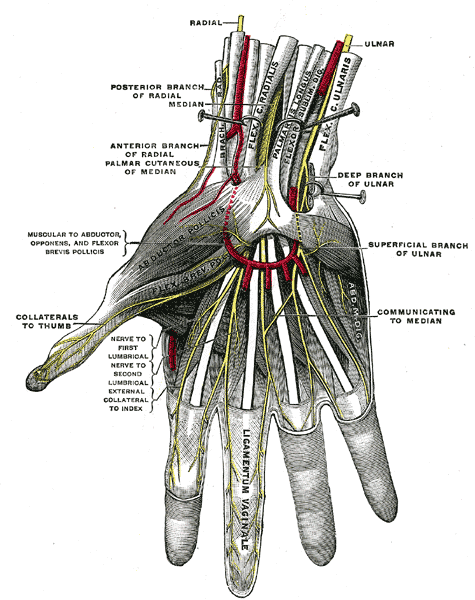
Superficial palmar nerves.
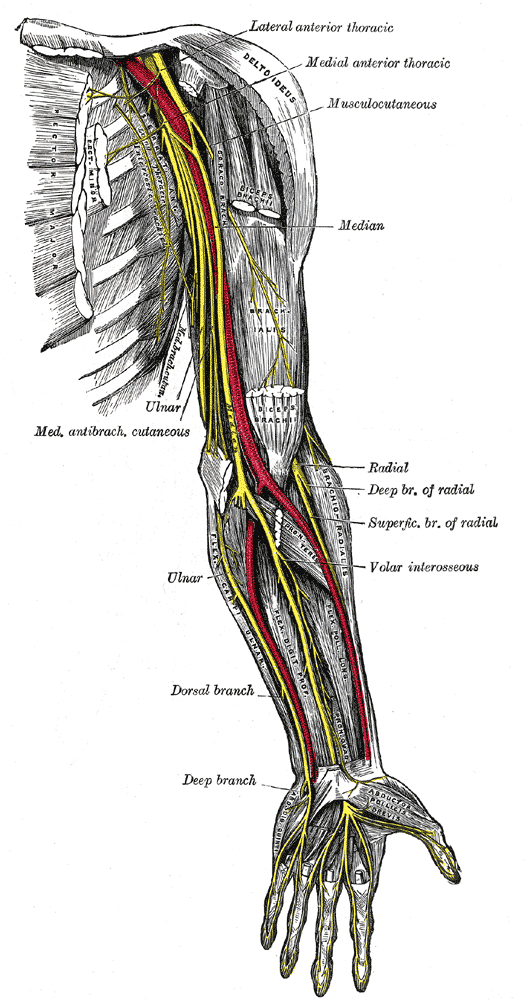
Nerves of the left upper extremity.
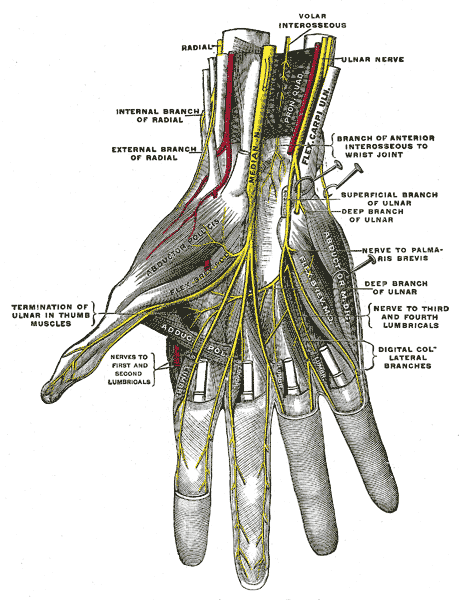
Deep palmar nerves.
Front of right upper extremity, showing surface markings for bones, arteries, and nerves.
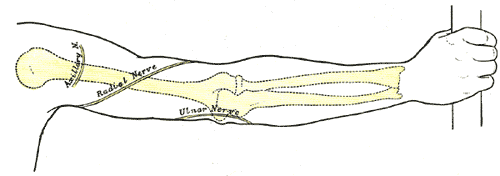
Back of right upper extremity, showing surface markings for bones and nerves.
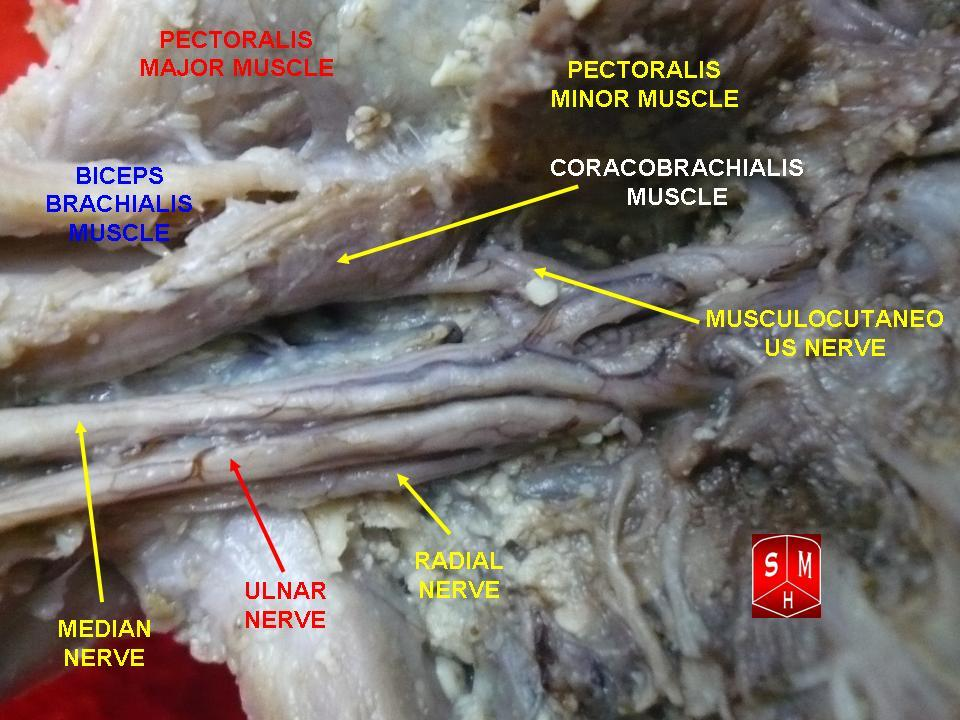
Radial nerve at newborn
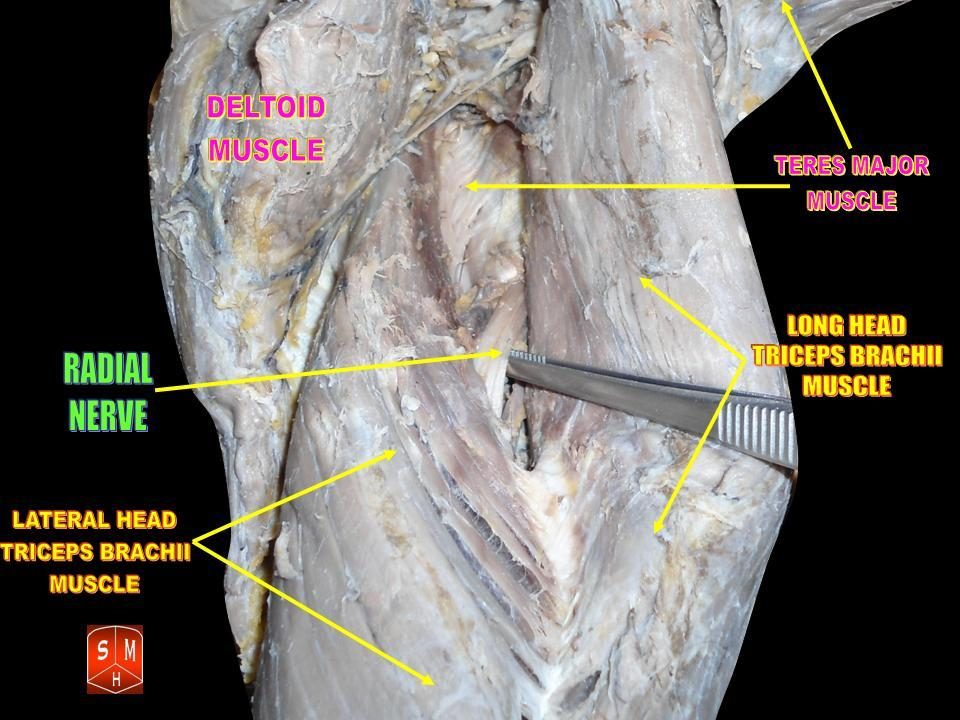
Radial nerve
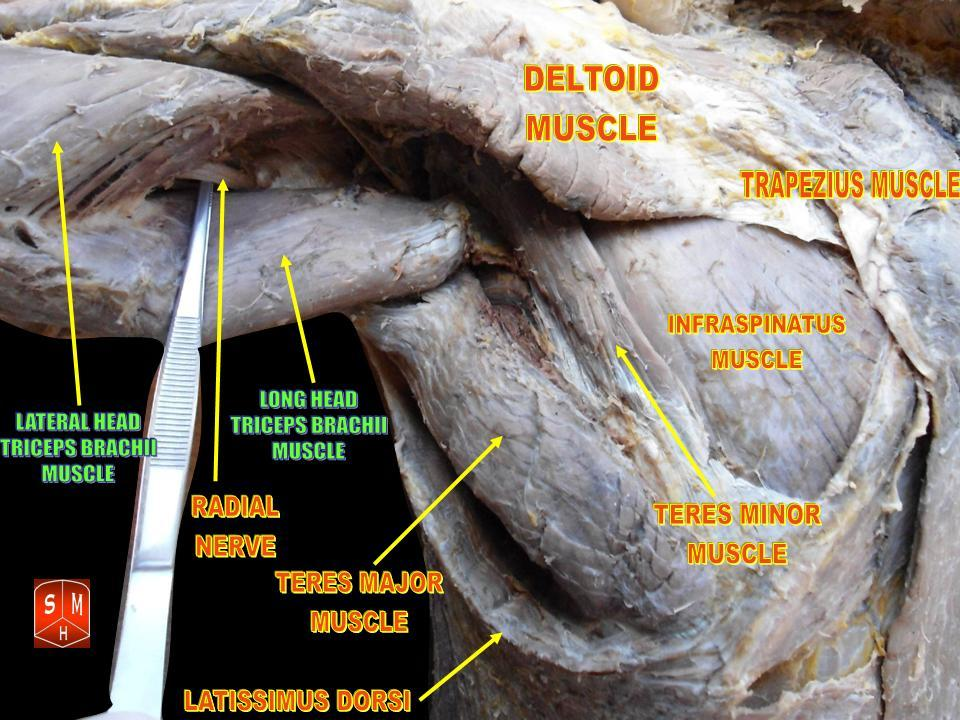
Radial nerve
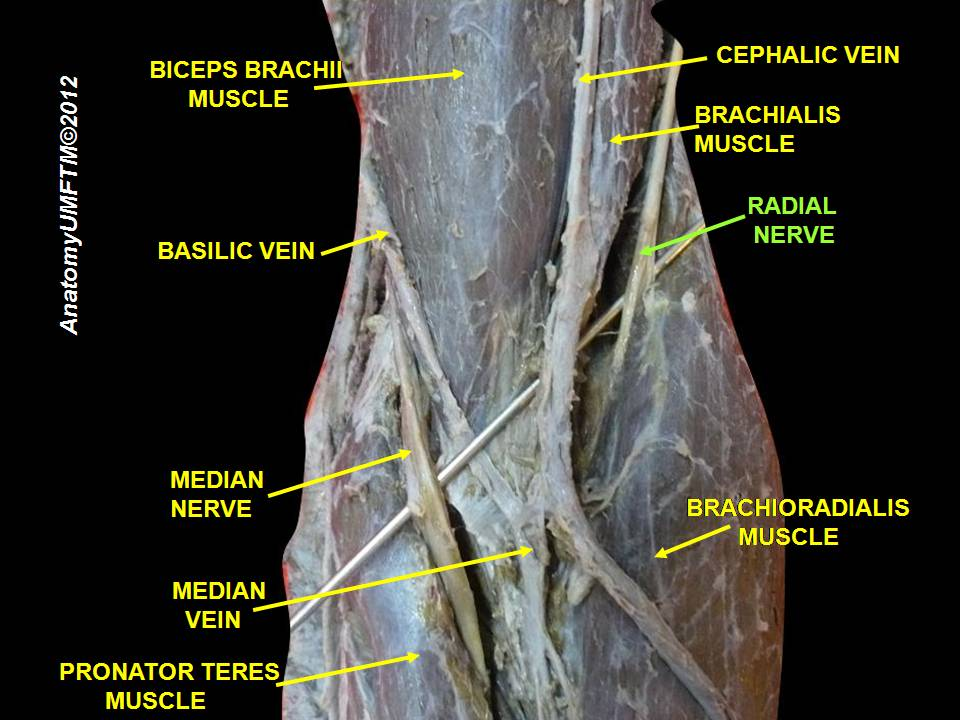
Radial nerve
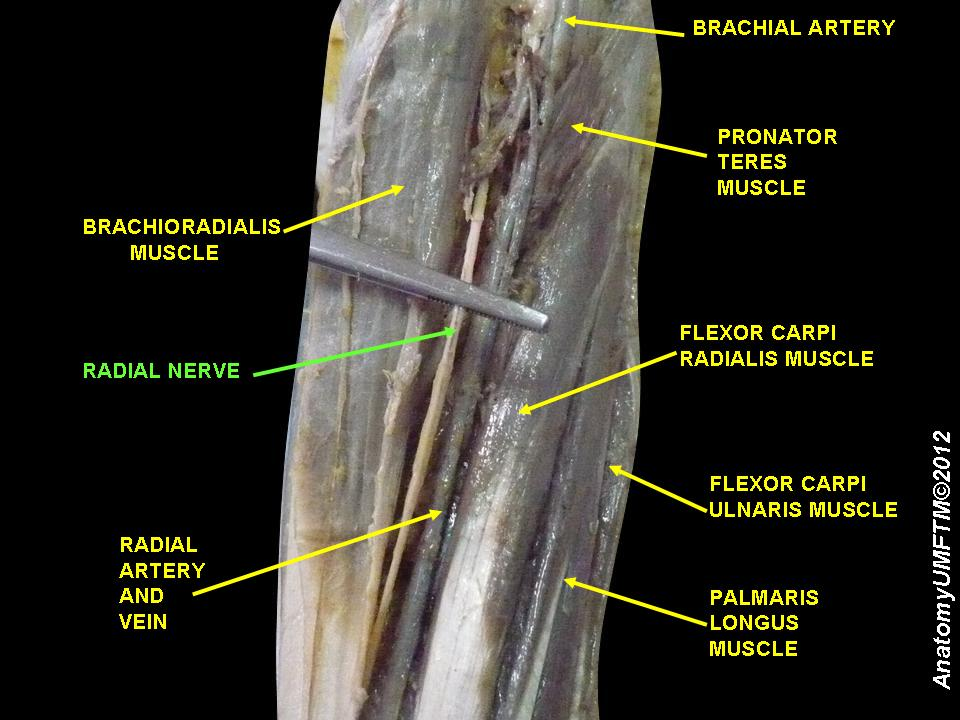
Radial nerve
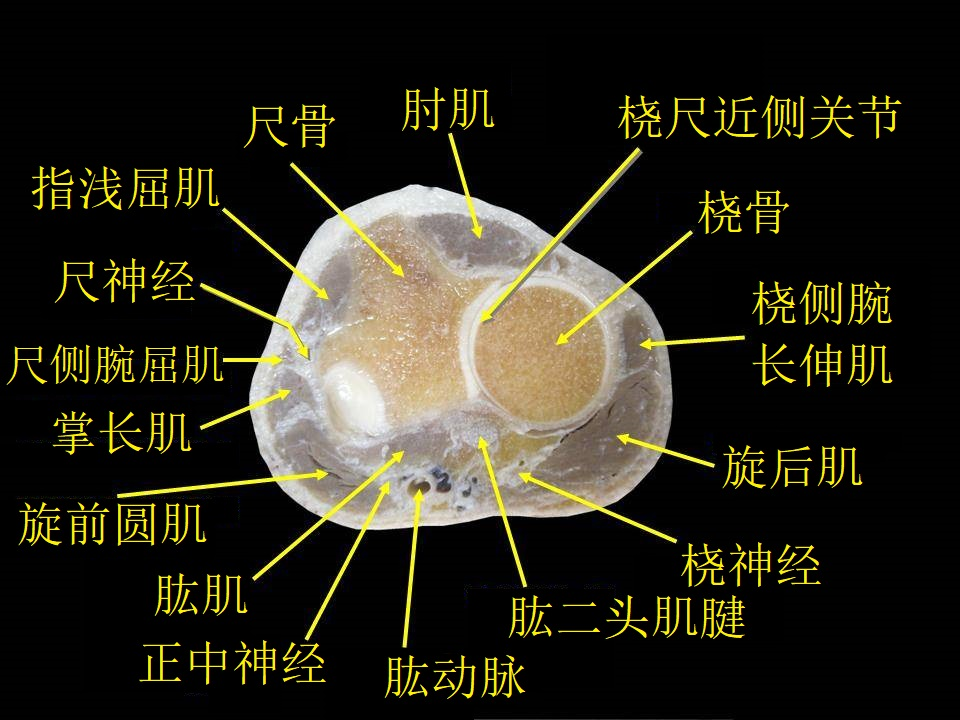
Muscles of upper limb.Cross section.

## 外部連結
- 杜克大学医学中心整形外科計畫中的Radial nerve
- 圖譜：hand_plexus at the University of Michigan Health System - "Axilla, dissection, anterior view"